# San Carlos (Coahuila)
San Carlos es una localidad del estado mexicano de Coahuila. Es parte del municipio de Jiménez.

## Toponimia
El nombre de la población hace referencia al santo patrono de la localidad: Carlos Borromeo.

## Demografía
| Gráfica de evolución demográfica |
|                                  |

| Censo | Población |
| ----- | --------- |
| 1900  | 2 889     |
| 1910  | 566       |
| 1921  | 1 410     |
| 1930  | 955       |
| 1940  | 688       |
| 1950  | 832       |
| 1960  | 852       |
| 1970  | 1 960     |
| 1980  | 1 985     |
| 1990  | 2 376     |
| 2000  | 2 933     |
| 2010  | 3 126     |
| 2020  | 3 303     |